# Éric Aubourg
 Éric Aubourg je francouzský astrofyzik. Zabýval se též egyptologií. Byl členem v komisi pro atomovou energii v Paříži.